# Dodecapoli etrusca

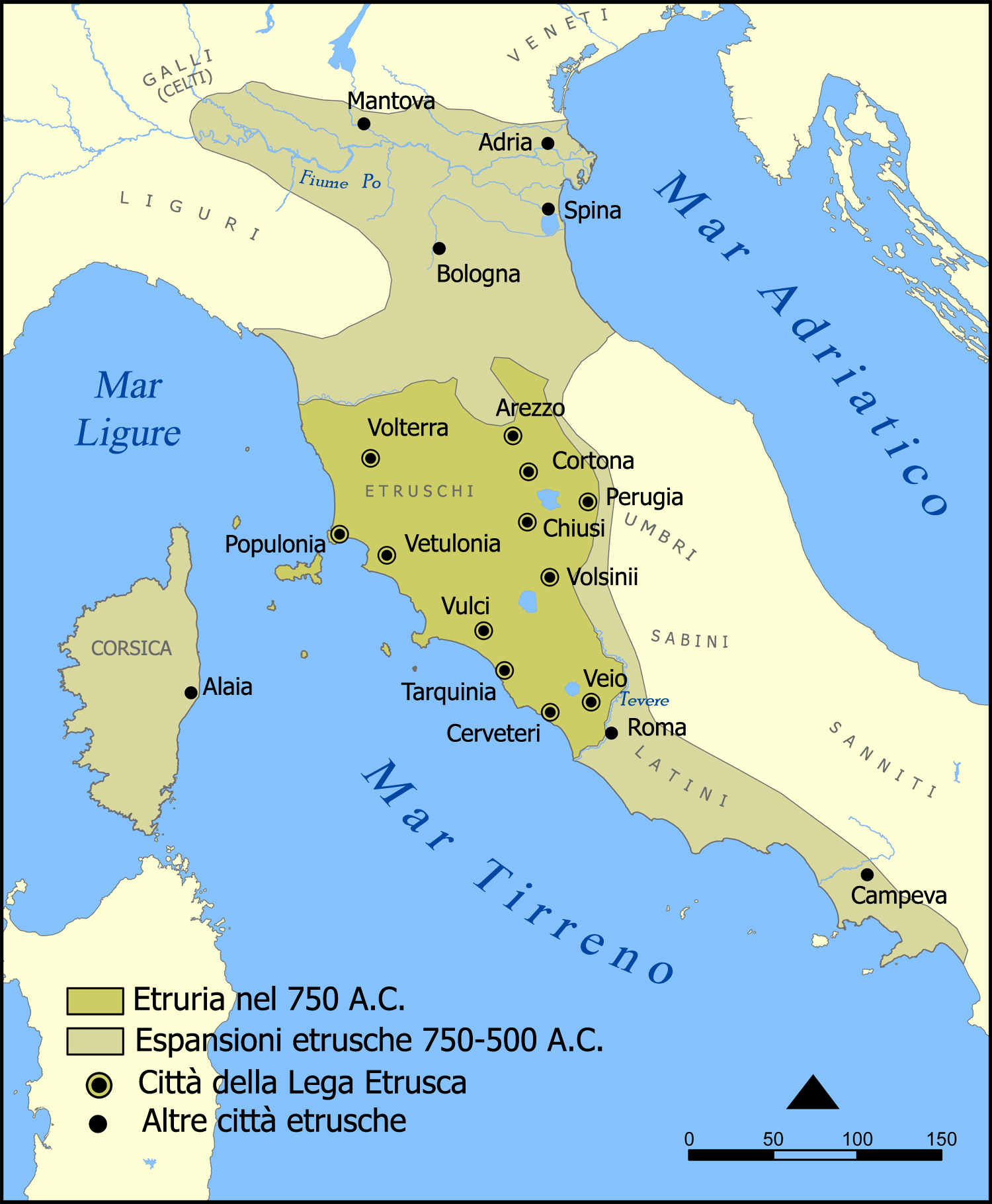
La civiltà etrusca

La dodecapoli etrusca era l'insieme di dodici città-Stato etrusche che, secondo la tradizione, costituirono in Etruria una potente alleanza di carattere economico, religioso e militare: la "Lega etrusca". Secondo quanto racconta Strabone, le dodici città vennero fondate da Tirreno.

## Dodecapoli in Etruria
Numerose erano le città etrusche, governate prima da aristocrazie e poi da oligarchie, suddivise in tre macro-aree:
- nella zona meridionale, Cerveteri (Caisra), Tarquinia (Tarchna), Vulci (Velch), Tuscania, Veio (Vei(s)), Volsinii (Velzna), Talamone (Tlamun), Sovana, Pitigliano, Statonia, Marsiliana d'Albegna (forse Caletra), Acquarossa, Musarna;
- in quella centrale Chiusi (Clevsin), Cortona (Curtun), Arezzo (Aritim), Perugia (Perusna), Roselle (Russel), Vetulonia (Vetluna), Populonia (Pupluna);
- in quella settentrionale Pisa, Artimino, Fiesole (Vi(p)sul), Gonfienti (Camars(?)), Volterra (Velathri).

Sull'identità delle dodici città che facevano parte della Lega confederata non ci sono notizie certe (nessun documento storico, in special modo etrusco, al riguardo), perciò si possono solo fare supposizioni. Di certo dovevano farne parte importanti città come: Veio, Caere, Tarquinia, Vulci, Roselle, Vetulonia, Populonia, Volsinii, Chiusi, Perusia, Arretium (Arezzo) e Volterra. Con la caduta in mani romane di alcune di queste città (come Veio), oppure con il declino delle stesse, è probabile che altre città presero il loro posto, magari quelle che fino a quel momento erano considerate centri minori, come Cortona, Fiesole o Falerii. Dopo che l'Etruria divenne, sotto l'impero di Augusto, la Regione VII dell'Italia romana, le città principali divennero ufficialmente quindici.
Le città della dodecapoli erano tra loro in concorrenza per l'espansione territoriale e commerciale, e tali contrasti causarono una minore capacità di coordinamento militare nel combattere aggressioni esterne.
Ogni anno i rappresentanti delle città si incontravano presso il Fanum Voltumnae, un luogo a loro sacro rimasto tuttora sconosciuto, forse nel territorio della città di Volsinii (l'attuale Orvieto), per discutere degli affari politici ed economici, per le celebrazioni religiose, per partecipare a un importante mercato e (secondo alcuni) per eleggere il capo della confederazione (lo zilath mech rasnal).

### Arezzo

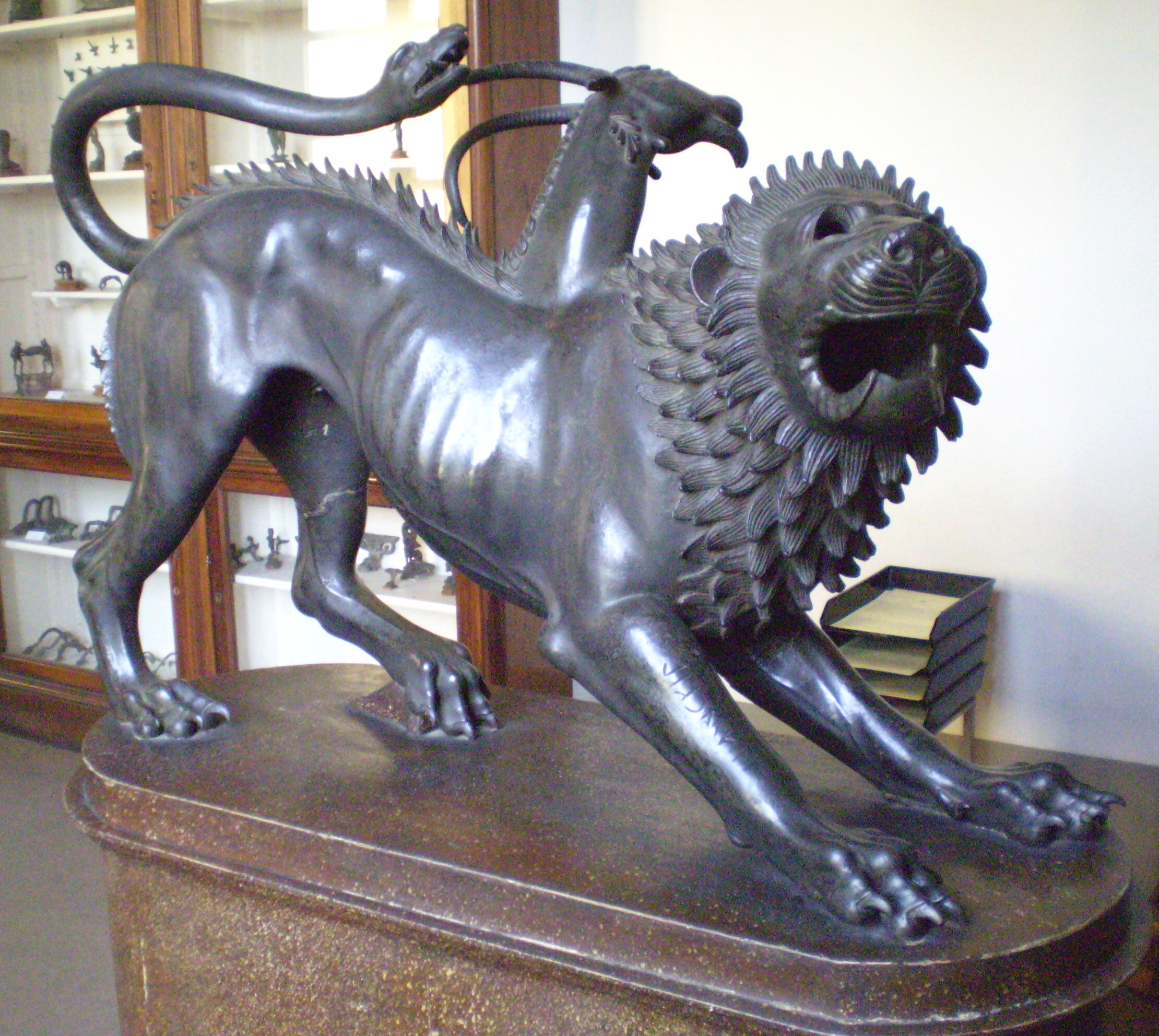
La Chimera di Arezzo

Arezzo sorse in epoca pre-etrusca in una zona abitata fin dalla preistoria, come dimostra il ritrovamento di strumenti di pietra e del cosiddetto "uomo dell'Olmo", risalente al Paleolitico, avvenuto nei pressi della frazione dell'Olmo durante i lavori di scavo di una breve galleria della linea ferroviaria Roma-Firenze nel 1863.
La zona posta alla confluenza di Valdarno, Valdichiana e Casentino, infatti, è passaggio naturale per chi voglia attraversare l'Appennino. Si ha notizia poi di insediamenti stabili di epoca pre-etrusca in una zona poco distante dall'attuale area urbana, il colle di San Cornelio, dove si sono rinvenute tracce di una cinta muraria di difficile datazione poiché sovrimpresse dalle poderose mura romane. L'abitato etrusco sorse invece sulla sommità del colle di San Donato, occupata dall'attuale città. Si sa che la Arezzo etrusca, con un nome quasi identico all'attuale, Arretium, esisteva già nel IX secolo a.C.
Arezzo fu poi una delle principali città etrusche, e molto probabilmente sede di una delle 12 lucumonie. A questo periodo risalgono opere d'arte di eccezionale valore, come la Chimera, oggi conservata a Firenze, la cui immagine caratterizza talmente la città da essere rappresentata nello stemma di un suo Quartiere (Porta del Foro) oltre che diventarne quasi un secondo simbolo cittadino.
Al sorgere della potenza di Roma la città, insieme alle consorelle etrusche, tentò di arginarne le tendenze espansionistiche, ma l'esercito messo insieme da Arezzo, Volterra e Perugia fu sconfitto a Roselle, presso Grosseto, nel 295 a.C.; e così nel III secolo a.C. Arezzo fu conquistata dai Romani che latinizzarono il suo nome etrusco Arretium.

### Caere (Cerveteri)

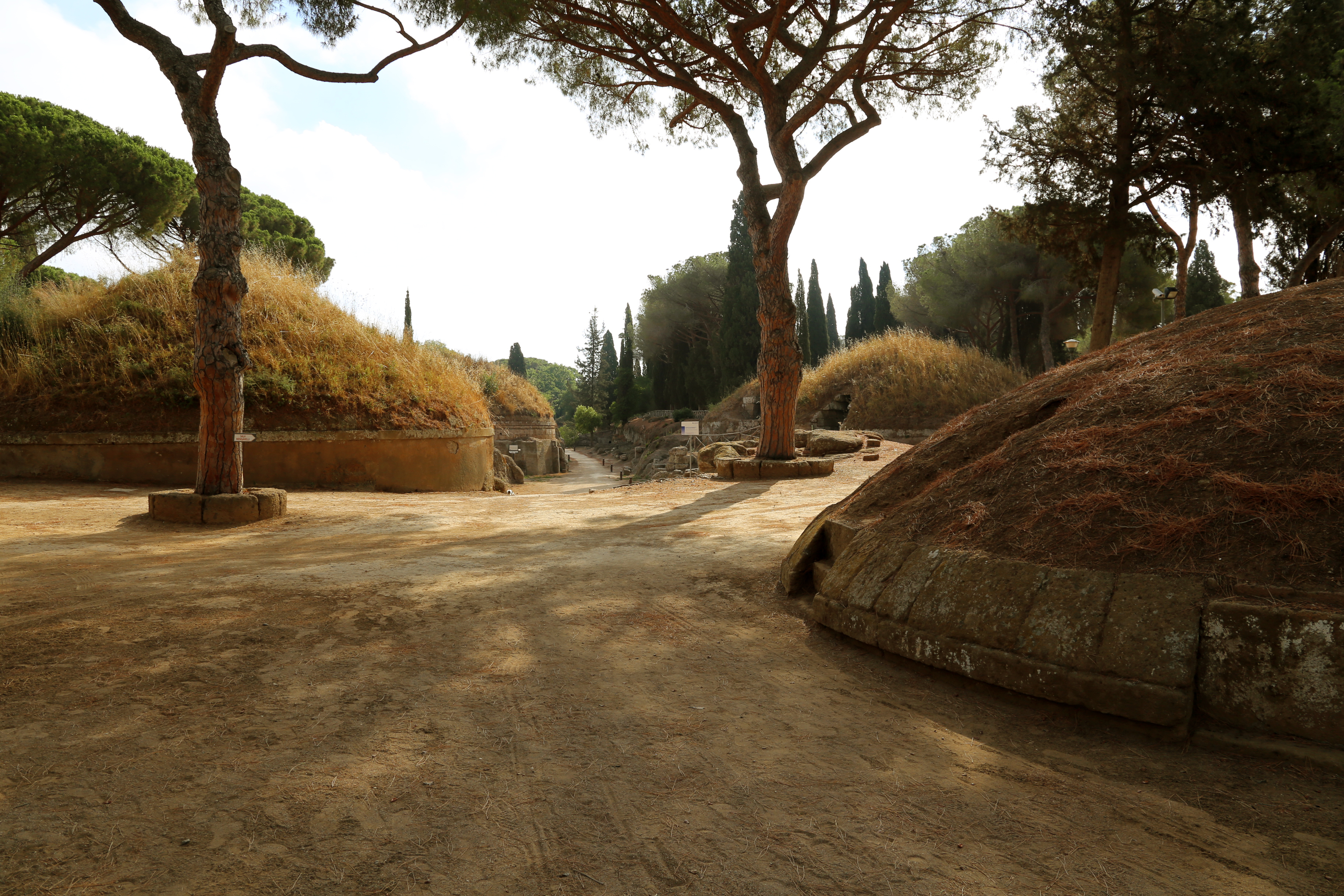
La Necropoli della Banditaccia, a Cerveteri

Costruita a 5 km dal mare tra i due corsi d'acqua oggi conosciuti come Fosso della Mola e Fosso del Manganello su un'altura, Caere era, al tempo degli etruschi, grande circa trenta volte l'attuale Cerveteri, tuttavia di essa sono rimaste soltanto le necropoli. I sepolcreti erano situati su altre due colline parallele: una, quella più celebre, della Banditaccia, a nord-est della città; l'altra, quella di Monte Abatone, a sud-est.
Cere (Caisra in etrusco, Cære vetus per i romani, Arghilla per i marinai greci, attualmente Cerveteri) fu una delle maggiori città della dodecapoli etrusca, una confederazione di dodici città che giunsero a grande potenza simultaneamente (Cere, Tarquinia, Veio, Volsinii, Vulci, Roselle, Vetulonia, Populonia, Perugia, Chiusi, Volterra e Arezzo) che si prefissero la conquista della Val Padana. Cere era la più meridionale e fu anche, tra i secoli VII e IV a.C., la più importante, perché aperta ai mercanti stranieri.
Per la sua posizione, essa ebbe rapporti con le città del Lazio, e in particolare con Roma, e da qui tentò di allungare le sue mire commerciali anche sulla Campania, verso il Golfo di Napoli e quello di Salerno. Si alleò con Cartagine, colonia fenicia situata dove oggi sorge Tunisi, ed era contro la supremazia mercantile greca. Sul mare Cere aveva tre scali portuali: il principale a Pyrgi (Santa Severa), uno a Punicum (Santa Marinella) e un terzo ad Alsium (Palo). Tra i reperti rinvenuti a Cerveteri, i maggiori sono quelli conservati nella tomba Regolini-Galassi: oreficerie, argenti, avori, bronzi, vasi greci e vasi di bronzo.

### Chiusi

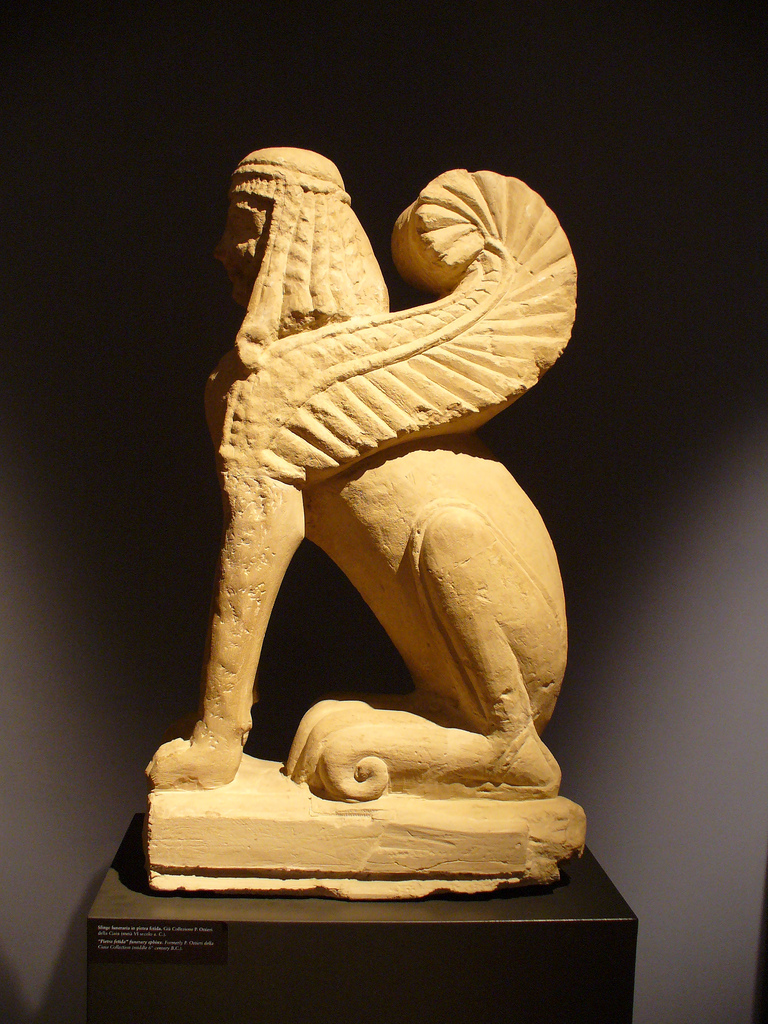
La Sfinge alata conservata presso il Museo archeologico nazionale di Chiusi

L'area dove sorge la Chiusi etrusca (Clevsin) venne popolata stabilmente durante il corso dell'età del bronzo finale, nel X secolo a.C.
I nuovi insediamenti cominciarono a preferire le vie di comunicazione, invece che le zone più isolate, come il monte Cetona che era stato scelto per i precedenti insediamenti. L'abitato si sviluppava sui tre colli sui quali sorse poi la città medievale e moderna. Nell'VIII secolo a.C. venne introdotto nel territorio chiusino il rito dell'inumazione e si diffusero le tombe a camera con pilastro.
Divenuta, nel VI secolo a.C., uno dei principali centri della dodecapoli, Chiusi entrò in contatto con Roma, quando un'alleanza tra Chiusi, Arezzo, Roselle, Volterra e Vetulonia aiutò i Latini nello scontro con Tarquinio Prisco. Alla fine dello stesso secolo, periodo di apogeo della città, il lucumone Porsenna assediò Roma, forse conquistandola. La tradizione, attraverso l'uso di figure eroiche, vede il lucumone fermato nel suo assedio dal coraggio di Orazio Coclite e Muzio Scevola.
Chiusi divenne inoltre anche un grande centro di importazione dall'Attica, che fungeva da luogo di smistamento per l'intera Etruria interna. Accanto a questi prodotti si sviluppò anche una consistente produzione locale, dove spicca quella del bucchero.
Il V secolo a.C. è testimone della produzione scultorea in pietra fetida; si deve aspettare il IV e il III secolo a.C. per vedere la nascita della fabbricazione dei caratteristici sarcofagi e urne, soprattutto in alabastro e marmo alabastrino. Nel corso del III secolo a.C. Chiusi venne assorbita dalla civiltà romana.

#### Chianciano Terme
A circa 15 km da Chiusi l'Associazione Geo-Archeologica di Chianciano Terme nel 1990 ha incominciato lo scavo di una vasta area situata in località La Foce riportando alla luce oltre 700 tombe che vanno dall'inizio dell'VII alla fine del VI secolo a.C. Si tratta di tombe a ziro (dove le ceneri sono contenute in grandi ziri di terracotta insieme al corredo), di tombe a cassonetto (contenitori a forma di parallelepipedo in pietra con la stessa funzione dello ziro) e di tombe a camera, scavate nel tufo.
La particolarità di questa necropoli è costituita dalla presenza di un numero così elevato di sepolcri e dalla ricchezza del materiale in essi contenuti. Mentre qui infatti esistono diverse centinaia di tombe, nell'agro chiusino sempre dello stesso periodo orientalizzante sono venute alla luce solo una settantina di sepolcri. La presenza di un centro abitato così grande per l'epoca è dovuta alla posizione strategica in cui si trovava: a cavallo di un passo a 500 m. di altitudine dove passava l'antica Rosellana, la principale arteria di collegamento tra le città costiere e l'Etruria interna (Chiusi, Perugia, Cortona, Arezzo).
Di notevole interesse sono poi i materiali contenuti in queste tombe: vasellame etrusco in terracotta acroma, in bucchero, gioielli in bronzo e argento (anelli, armille, collane). Nelle tombe più tarde sono frequenti vasi d'importazione: attici e corinzi. Tuttavia la fortuna di questa necropoli è dovuta al ritrovamento di una settantina di canopi, sculture fittili che hanno la forma della testa del defunto sorrette da un "trono" e contenenti le ceneri del morto.
La necropoli della Foce è stata abbandonata nel V secolo a.C., anche se in periodo ellenistico riutilizzata sporadicamente. In questo periodo si sviluppa un'altra necropoli, situata nella zona Pedata-Morelli. Si tratta di sepolcri a camera molto grandi, spesso con alcune camere per tomba, dal ricchissimo corredo. Da quest'area provengono alcune statue cinerario in pietra fetida conservati al Museo Archeologico di Firenze, tra cui la celebre Mater Matuta etrusca, cippi funerarei e altri materiali. Importante è poi il materiale bronzeo, di elegante fattura. Questo complesso sistema funerario appartiene a un ceto aristocratico di possidenti terrieri, spesso in contrasto con l'ambiente chiusino.

### Volsinii (Orvieto)

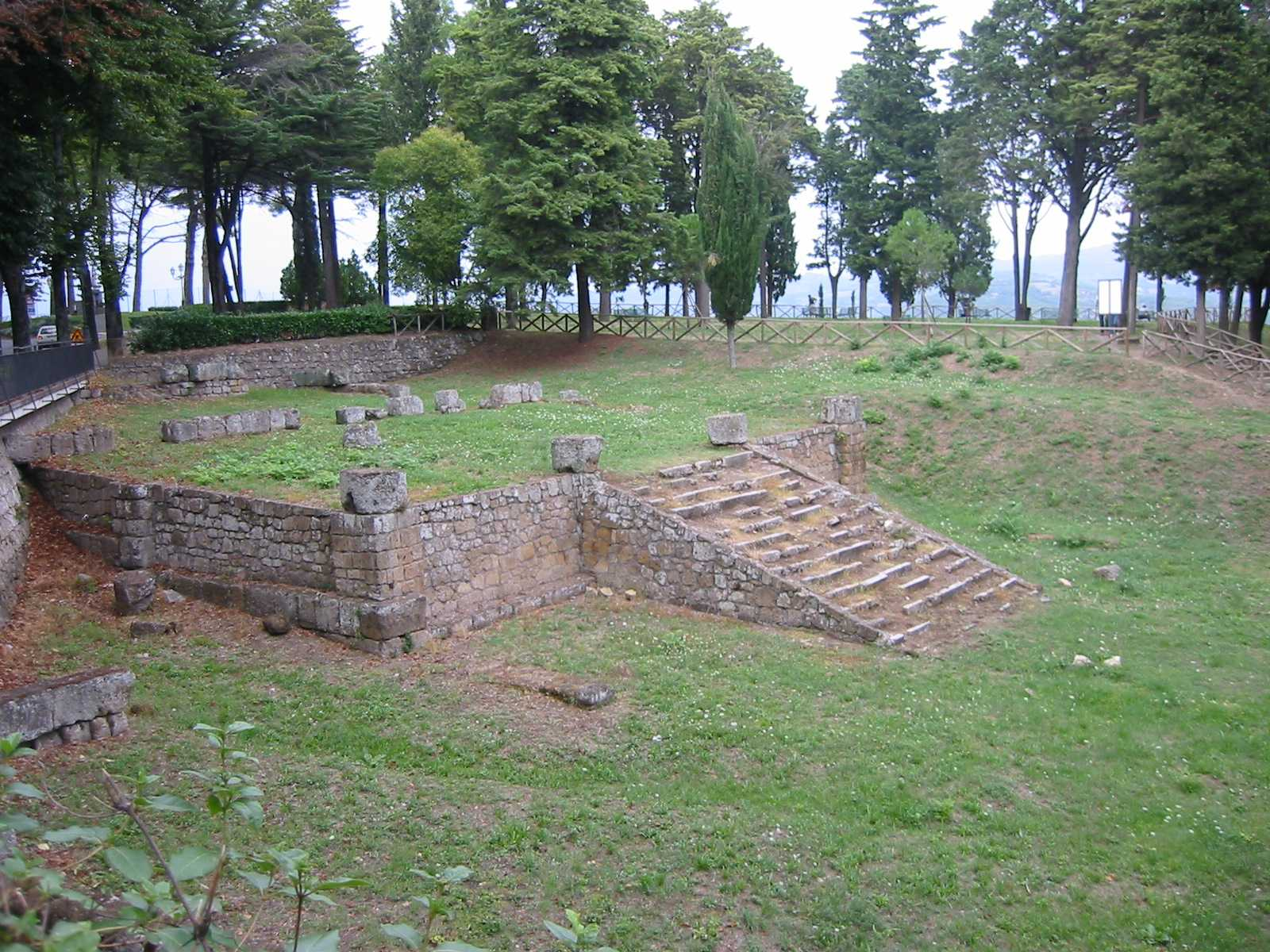
Il Tempio del Belvedere a Orvieto

Orvieto è situata nella Valle del Paglia, su una collina di tufo, a un'altezza di circa 200 metri sul mare. Questa era una posizione privilegiata, la città era praticamente imprendibile, dalla quale si può vedere qualsiasi movimento di gente anche a grandi distanze. In questo luogo strategico vi furono insediamenti dall'Età del Bronzo e dall'Età del Ferro, ma non ci sono rilevanti tracce di villaggi villanoviani. Lo stanziamento propriamente etrusco, invece, fu importantissimo, anche se la città antica è assai poco nota.
Sul nome etrusco di Orvieto ci sono discordie fra gli esperti. Alcuni propendono per Velzna, da cui il latino Volsinii; per altri Volsinii si identifica invece con Bolsena. Il nome attuale Orvieto deriva dal latino Urbs vetus, cioè «città vecchia», che appare però nel Medioevo. Ci sono alcuni che distinguono due Volsinii: una veteres, cioè «vecchia», che sarebbe Orvieto, e una «novi», ossia nuova, l'attuale Bolsena. Sta prendendo consistenza anche la teoria che questo fosse il luogo di Salpinum, nome romano di una grande città etrusca dell'epoca, rimasta comunque sconosciuta ai posteri.
Orvieto conobbe il suo maggior splendore fra la metà del VI secolo a.C. e la fine del V secolo a.C. Molte iscrizioni, qui rinvenute, hanno permesso di conoscere l'esistenza di una ricca classe di commercianti. Le tombe sono disposte in cerchio attorno alla rupe orvietana. Fra esse sono notevoli quelle comprese nei nuclei chiamati del Crocefisso del Tufo e della Cannicella, mentre verso sud e verso ovest altre numerose tombe si allontanano dalla città seguendo l'ondulazione delle colline.
Tutto depone per l'esistenza di una grande e importante città, le cui rovine restano tuttavia sotto gli edifici dell'abitato attuale. Il massimo studioso di Orvieto, Pericle Perali, ritenne che sulla rupe ci fossero ben 17 templi (secondo studi più recenti, probabilmente furono solo 12): il più noto è il cosiddetto Tempio del Belvedere, nell'ambito nord-orientale dell'abitato a ridosso delle mura. Molte decorazioni e terrecotte architettoniche sono apparse un po' dovunque, anche durante scavi casuali, e tutto lascia supporre che la misteriosa città etrusca giaccia ancora sepolta sotto la rupe.
Sono ormai quasi cinquant'anni, dal 1960, che gli scavi sono stati ripresi con assidua tenacia nelle necropoli orvietane, in quei sepolcreti, cioè, che si ritiene che circondassero l'antica Volsinii, ed anche sulle vestigia di quel tempio che potrebbe essere, secondo l'interpretazione di insigni archeologi, il celebre Fanum Voltumnae, per altri localizzato nei pressi del Lago di Bolsena dove fu edificata la nuova Volsinii; tempio che costituì il santuario nazionale degli Etruschi. Risulta, infatti, che il momento di maggior splendore di Volsinii veteres va dal VI secolo a.C. alla fine del V secolo a.C. Da allora in poi, le numerose iscrizioni, indagate da Massimo Pallottino, recano nomi non sempre etruschi, il che fa pensare che l'aristocrazia mercantile della città sia andata rovinandosi con elementi stranieri, fino ad ammettere gente di diversa origine nel novero delle famiglie di primo rango. Se così è, Volsinii fu certamente l'ultima a cedere alle pressioni di Roma e non lo fece perché sconfitta sul campo di battaglia, ma perché ormai era rappresentante di un mondo in evoluzione.

### Populonia

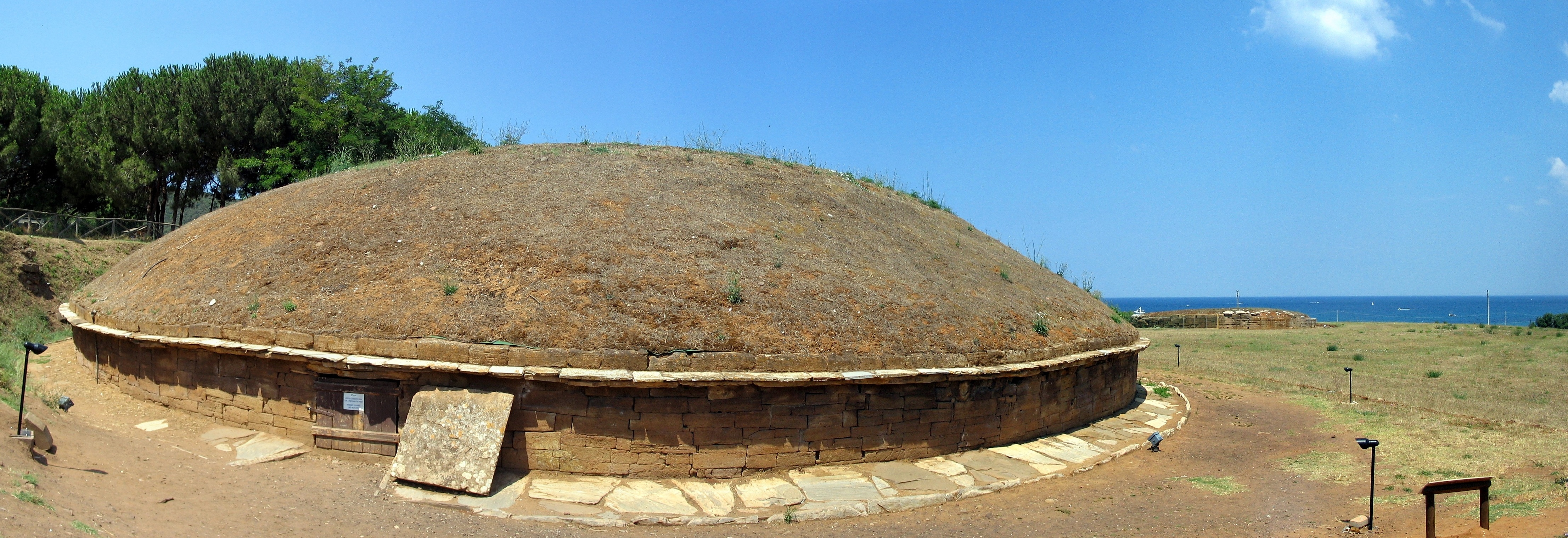
Un tumulo nella Necropoli di Populonia

Populonia, in latino chiamata Popluna o Fofluna, era l'unica città etrusca situata sul mare: dominava dalla sua altura il Golfo di Baratti e il passaggio all'Isola d'Elba. Anch'essa fu edificata sul preesistente agglomerato di villaggi qui costituitisi in epoca villanoviana, certamente per lavorare i minerali sbarcati dalle navi che facevano la spola con l'isola.
La situazione topografica di Populonia è interessante anche dal punto di vista paesaggistico, con le colline dolcemente digradanti verso il Mar Tirreno e le grandi tombe in vista del mare. Le necropoli si trovano in parte poco lungi dalla linea di costa del golfo, in parte sui declivi della Porcareccia, del Fosso del Conchino e della Cava del Tufo. Altre sono più a oriente, oltre i fossi della Fredda e del Piastrone. Una lunga e robusta muraglia tagliava in tutta la sua lunghezza il promontorio, facendo perno sul Poggio della Guardiola, che costituiva l'estrema difesa: la città poteva isolarsi, quindi, dalla terraferma, mentre era praticamente imprendibile dal mare.
Si sono trovate qui molte scorie della lavorazione dei minerali, sia alla Porcareccia, sia a San Cerbone; mancano tracce consistenti, invece, della città vera e propria. Si sono trovati pozzi e gallerie, da dove venivano estratti lo stagno e la cassiterite, e anche forni di fusione che risalgono addirittura all'VIII secolo a.C. Grande fu quindi la notorietà di Populonia nei commerci dei minerali e probabilmente essa deteneva il primato delle navigazioni verso l'Elba. Le tombe stesse hanno restituito oggetti di uso comuni, perlopiù provenienti dalla Grecia e dal Vicino Oriente, il che dimostra l'importanza dei traffici marittimi. Sul sito dell'odierno borgo di Baratti vi era il porto etrusco, protetto da un lungo molo costruito con blocchi di arenaria.
Per tutto il periodo di fioritura etrusca Populonia non ebbe crisi e continuò ad ampliarsi grazie ai prosperosi commerci, prima del rame, poi del ferro. Esse emise anche una ricca serie di monete in argento.

### Roselle

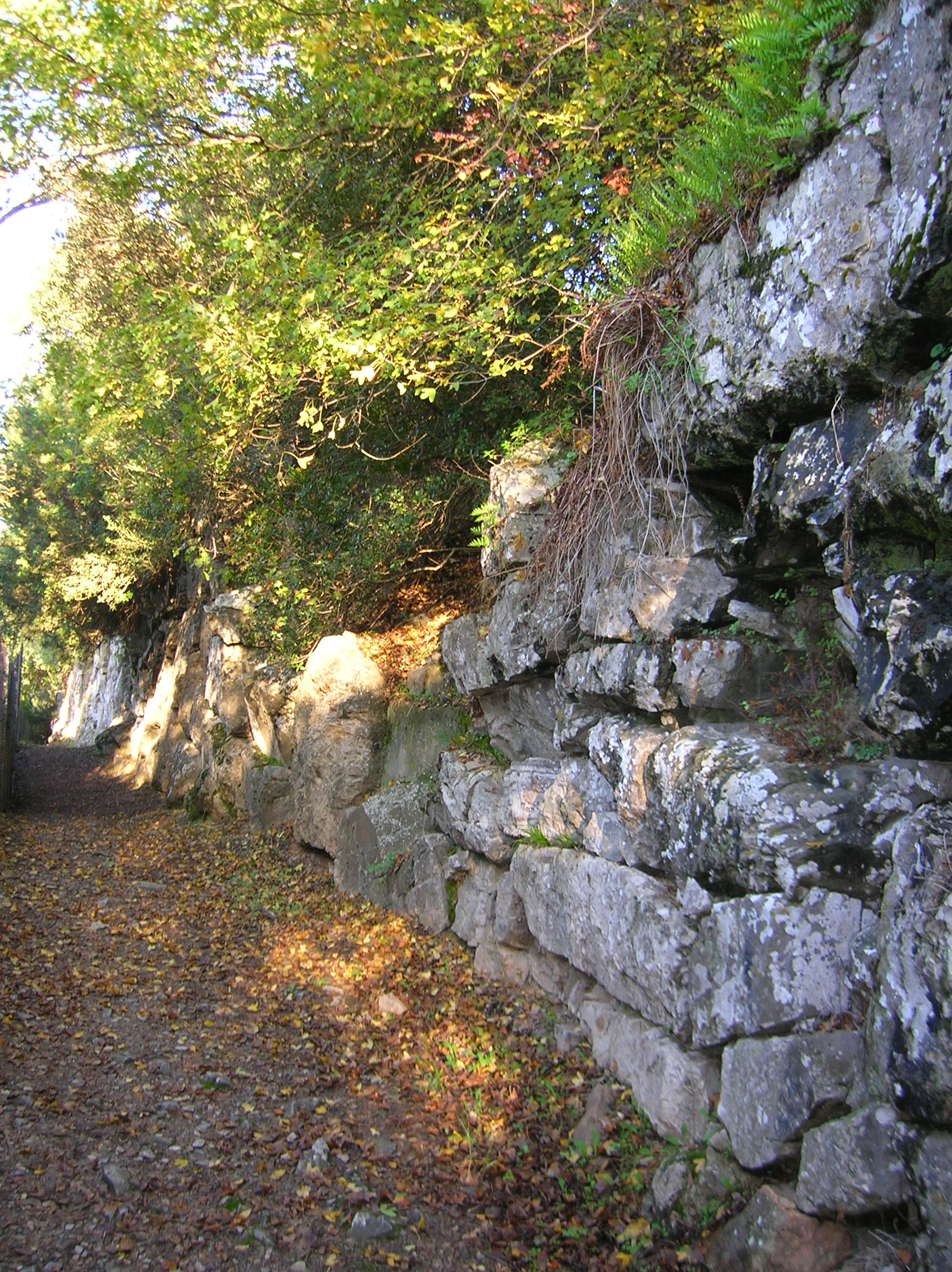
Le mura ciclopiche di Roselle

L'antica Roselle era situata a 10 km da Grosseto, nel punto di passaggio tra la valle dell'Ombrone e la Maremma grossetana, sulla riva dell'antico lago Prile, ed era un'antica lucumonie dell'Etruria centrale. Conserva una sovrapposizione di edifici e mura appartenenti alle civiltà villanoviana, etrusca e poi romana. La scoperta di vasi attici a figure rosse testimonia i contatti commerciali della città con la Grecia e le colonie greche dell'Italia meridionale.
Fondata nel VII secolo a.C., venne citata da Dionigi di Alicarnasso fra le città che portarono aiuto ai Latini nella guerra contro Tarquinio Prisco. Si sviluppò a danno delle lucumonie vicine in particolare Vetulonia. Nel 294 a.C. fu conquistata dai romani. 
Divenne prima municipio romano e successivamente, con Augusto, colonia. A quest'epoca risalgono il Foro e la basilica, un sistema di raccoglimento delle acque piovane e un edificio termale. Sono conservate anche tracce di un anfiteatro e di ville.
A partire dal VI secolo decadde come tutta la Maremma, flagellata dalla malaria. La città venne abbandonata fino alla bonifica della zona ad opera di Pietro Leopoldo alla fine del Settecento. Negli anni cinquanta i resti degli edifici antichi furono riportati alla luce per mezzo di una lunga campagna di scavi portata avanti dall'archeologo Aldo Mazzolai.

### Tarquinia

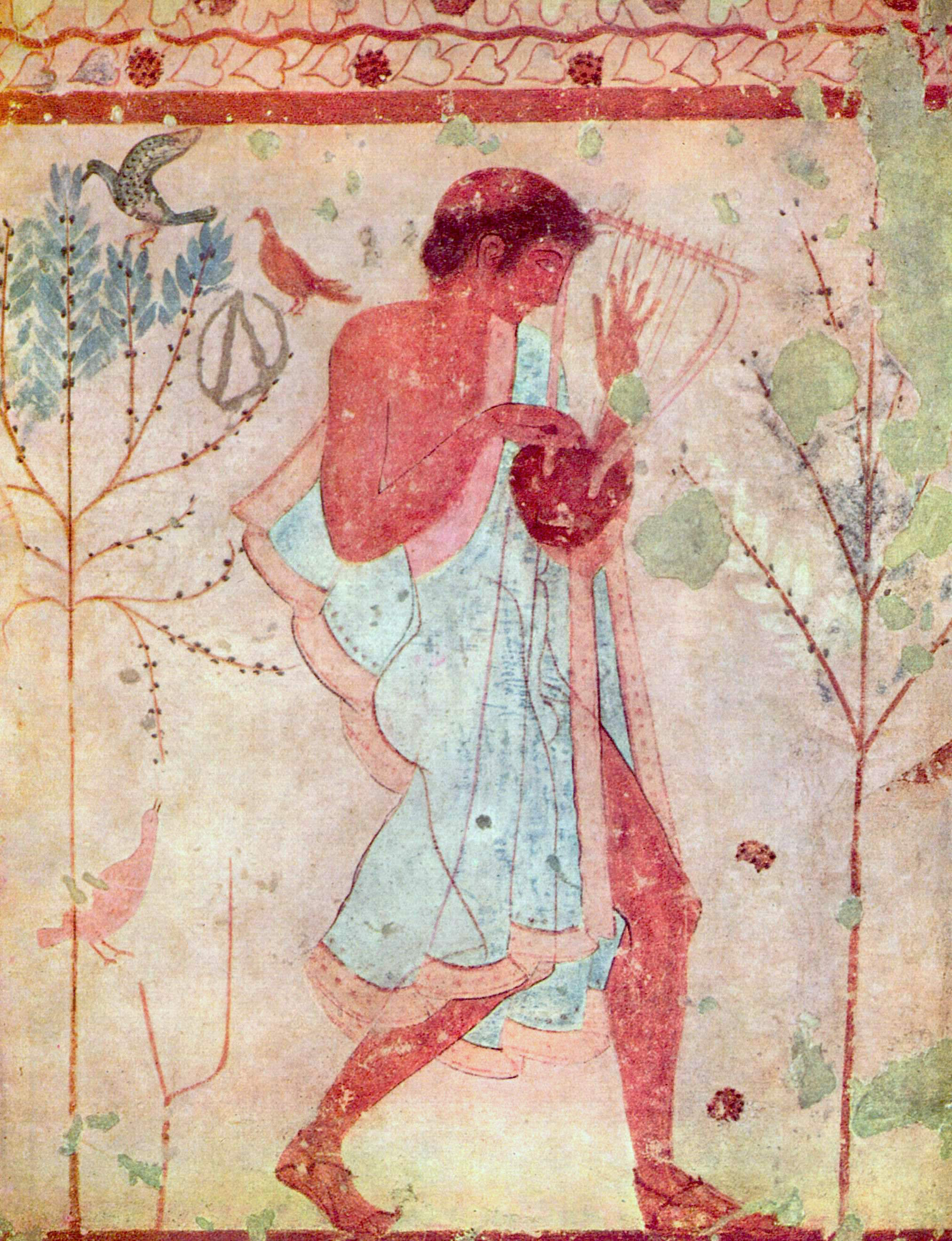
Suonatore, affresco nella tomba del Triclinio

Dai resti e dagli scavi archeologici risulta che Tarquinia (in etrusco Tàrchuna) esisteva già nel IX secolo a.C. Tarquinia venne scoperta del tutto casualmente: infatti, nel 1827, furono rinvenute nella località che allora si chiamava Corneto alcune tombe a camera decorate con pitture che raffiguravano la vita quotidiana, episodi tratti dalla mitologia greca e allegorie che stavano a significare eventi comuni, come la morte di qualche personaggio.
Poco tempo dopo fu scoperta anche la vera e propria città etrusca di Tarquinia, grazie ad alcune vaghe tracce di vie incrociate e diritte. Il monumento più importante è la cosiddetta «Ara della Regina», base di un ampio tempio rettangolare del quale la storia è poco conosciuta. Le mura erano costituite da blocchi di tufo squadrati che seguivano le ondulazioni della collina e risalgono probabilmente fra la fine del V secolo a.C. e la metà del IV secolo a.C.
Nell'antichità si riteneva che Tarquinia fosse la più antica delle città etrusche, poiché il suo nome era collegato a quello del leggendario Tarconte, fratello o figlio di Tirreno, colui che, secondo Erodoto, avrebbe condotto gli etruschi dalla Lidia alle coste dell'Italia centrale. Sempre secondo la leggenda, Tarconte, giunto nel luogo nel quale sorge l'attuale Tarquinia, incontrò Tagete, una specie di bambino prodigio sorto dalle viscere della terra, che gli rivelò i segreti della divinazione.
Rimasta in ombra nel periodo in cui fioriva la sua rivale Cere, Tarquinia conobbe grande splendore quando si aprì il commercio greco: è in questo periodo che i suoi abitanti fondarono l'emporio marittimo di Gravisca. Il IV secolo a.C. fu quello della sua maggior potenza e prosperità, quando il suo territorio si estendeva dal mare al Lago di Bolsena; verso sud andava fino al fiume Mignone e ai Monti Cimini. In questa regione si trovava anche l'importante centro di Tuscania.

### Veio

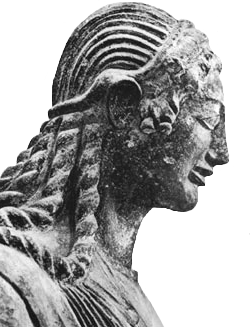
Apollo di Veio

Veio venne costruita su un terrazzo fluviale nella Valle del Tevere facilmente fortificabile per via della vicinanza ai guadi del Tevere, i quali permettevano di spingersi verso i Colli Albani e verso gli scali della Campania. Tutta la riva destra del Tevere, nel territorio compreso tra Fidene e la costa tirrenica, appartenne a Veio.
Nel IX secolo a.C., durante il pieno sviluppo della civiltà villanoviana, Veio era già un grosso centro; ebbe poi un leggero rallentamento nella fase orientalizzante, forse perché già impegnata in contrasti con Roma; toccò poi la sua acme tra la fine del VII secolo e gli inizi del V secolo a.C. Il suo grande sistema di comunicazioni a mezzo di ottime strade è evidente anche dal numero di porte che si aprivano nelle sue mura: ben sette, a ognuna delle quali corrispondeva una via (alcune addirittura già in funzione in epoca villanoviana).
Il colle tufaceo era interamente occupato da Veio, mentre nella sua parte meridionale, quella chiamata Piazza d'Armi, sorgeva un tempio risalente all'inizio del VI secolo a.C. Lungo la strada che collega la città alla foce del Tevere furono ritrovati i resti di un vecchio santuario, di una piscina, di un altare e di una fossa destinata ai sacrifici. Tutto il complesso fu distrutto in età romana, quando Veio fu rasa al suolo, nel 396 a.C. durante le campagne militari del tribuno romano Marco Furio Camillo, probabilmente insieme a Capena, Faleri Veteres e Poggio Sommavilla. Tutta l'area sacra del Portonaccio era circondata da un muro che racchiudeva il tempio, di cui rimangono solo i basamenti; per molto tempo si pensò che fosse dedicato ad Apollo per una statua lì trovata. Al contrario, il tempio era dedicato a Minerva, come risulta da alcune iscrizioni su ex voto lì rinvenute.
Questa statua, come altre trovate nella zona, sono attribuite a Vulca, lo scultore che, come narra Plinio, fu chiamato a Roma dal re Tarquinio Prisco per modellare la statua di Giove da inserire nel tempio del Campidoglio. Vulca è il solo artista etrusco di cui rimanga il nome ed è l'unico di cui sia stata rinvenuta l'officina di produzione. Questo artista operò fra il 510 e il 490 a.C. ed è certo che egli ha avuto un notevole influsso sull'arte contemporanea romana. Tutte le statue di Vulca, rinvenute a Cere, formano la decorazione del tetto del tempio.
Molte sono le necropoli di Veio: Vaccherecchia, Monte Michele, Picazzano, Casale del Fosso, Grotta Gramiccia, Riserva del Bagno, Oliveto Grande e Macchia della Comunità: esse hanno restituito ceramiche tradizionali e vasi di terracotta nera, detti buccheri, ma anche pitture. Dopo la distruzione subita dai romani nel 396 a.C. Veio non venne più ricostruita.

### Vetulonia

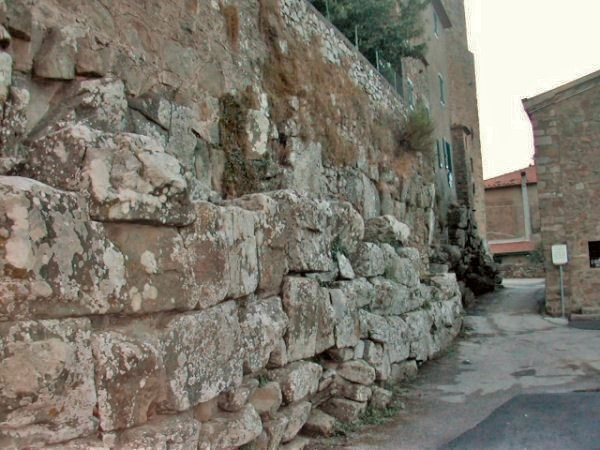
Le Mura dell'Arce dette Ciclopiche, risalente all'età etrusca, situate a Vetulonia

Vetulonia, in latino Vatluna, era un agglomerato urbano situato su un colle che dominava la Piana di Grosseto, in parte occupata da un lago oggi scomparso. Nel VI secolo a.C. Vetulonia si dotò di una forte cinta di mura in blocchi di calcare, mentre l'acropoli con i luoghi sacri si trovava poco più a nord-est, all'incrocio delle strade che salgono da Buriano e da Grilli, con sepolture a pozzetti, accolte all'interno di un circolo di pietre, e altre a tumuli rudimentali, databili fra l'VIII e il VII secolo a.C. Eccezionale fu il rinvenimento di urne cinerarie a capanna del periodo villanoviano, che sono più frequenti in territorio laziale.
Le tombe di Vetulonia hanno restituito interessanti e ricchi materiali orientalizzanti e fabbricati localmente: specchi, candelabri, tripodi, incensieri insieme a gioielli, fibule, orecchini talvolta in filigrana e nella lavorazione detta «a granulazione», in cui gli Etruschi furono maestri. Di particolare interesse sono due tombe monumentali, la tomba della Pietrera e la tomba del Diavolino II, conosciuta anche come Pozzo dell'Abate. La prima è una collina artificiale, delimitata da un tamburo di pietra che misura 60 metri di circonferenza; all'interno, due camere sovrapposte. Le sculture in pietra qui rinvenute sono esposte al Museo archeologico nazionale di Firenze.
Il sito fu scoperto verso la fine del XIX secolo dall'archeologo italiano Isidoro Falchi.

### Perugia

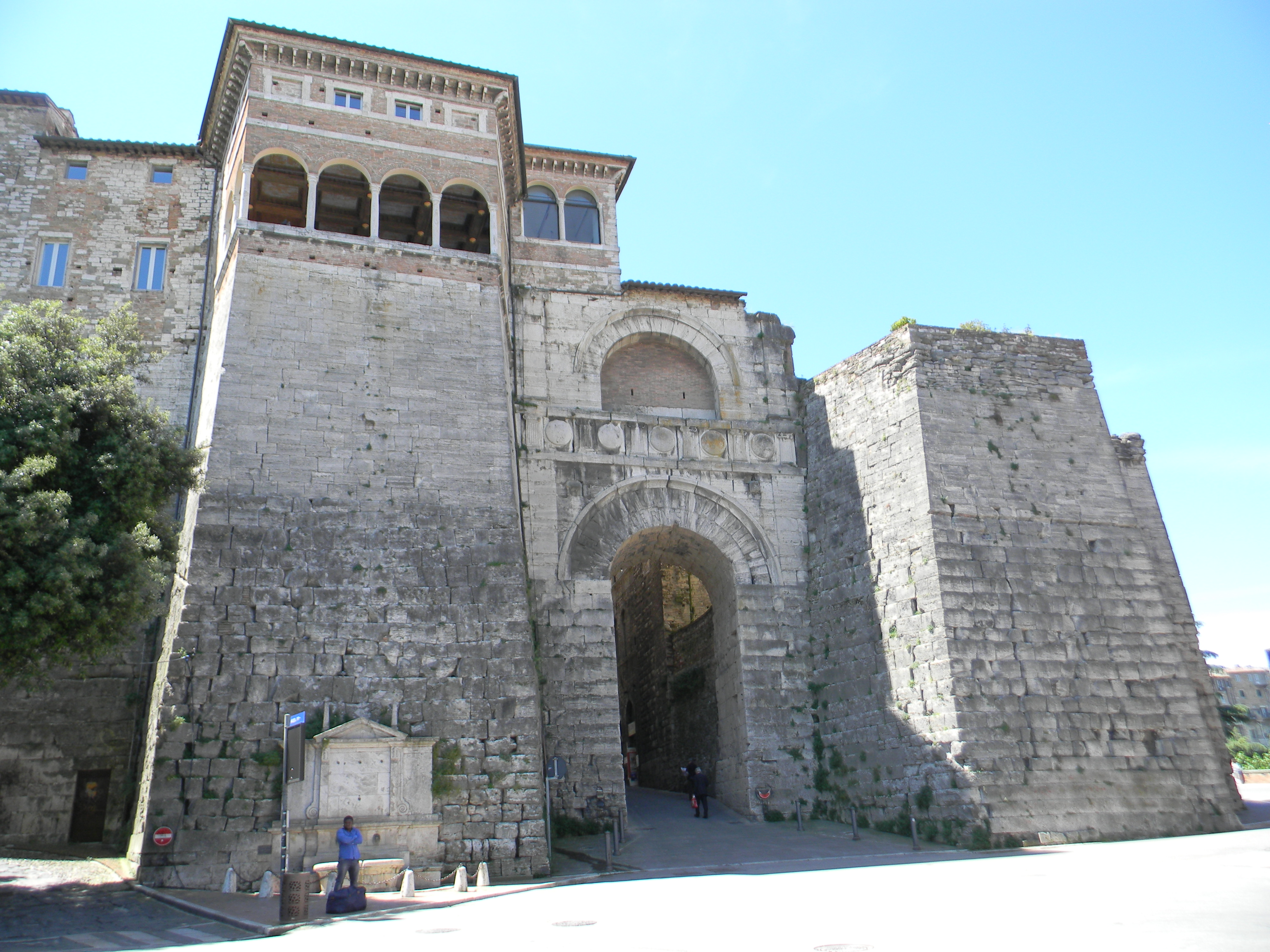
Arco Etrusco

Il toponimo "Perugia" potrebbe essere di origine etrusca e viene reso dai romani come "Perusia" ma è ragionevole una attribuzione indo-europea ben più antica, riconducibile al primo villaggio umbro, nucleo iniziale di quella città successivamente ri-fondata dalla minoranza etrusca che si unì ai primi abitanti. L'esito di indoeuropeo per-roudja 'rossastra', derivazione dall'indoeuropeo reudh 'rosso' (IEW 872) con soluzione savina dj in 'z' e la o semichiusa (la vocale 'o' non esisteva nella lingua etrusca) potrebbe essere legato alla pratica degli antichi Umbri di ricoprire con intonaco di argilla la palizzata di tronchi a difesa del tréblo, l'abitato fortificato sulla sommità del colle da lontano sarebbe perciò apparso come una fascia rossastra. La più antica attestazione del nome pare essere in una stele etrusca del VII secolo a.C. rinvenuta a Vetulonia, dedicata al guerriero Irumina Phersnachs (Phersna: Perugia e -ch: proveniente da, quindi il perugino). Vi è incertezza sul significato del nome, ma sappiamo che spesso i nomi delle città derivavano da una divinità o da una famiglia. In passato il nome Perugia è stato fatto derivare anche dal greco "periousa", ovvero "che sta in alto", ma l'origine greca del nome di una città etrusca pare infondata.
I primi insediamenti conosciuti risalgono ai secoli XI e X a.C., con la presenza di villaggi nei pressi delle falde dell'altura perugina e a partire dall'VIII secolo a.C. anche sulla sommità del colle dove sorge la città. Il rapido sviluppo di Perugia è favorito dalla posizione dominante rispetto all'arteria del fiume Tevere e dalla posizione di confine con le popolazioni umbre.
Il nucleo di Perugia si forma attorno alla seconda metà del VI secolo a.C., dalla disposizione delle necropoli etrusche abbiamo una testimonianza indiretta dell'espansione del primo tessuto urbano. Perugia diventa in breve una delle più importanti città etrusche e una delle 12 lucumonie, dotandosi nel IV secolo a.C. di una cinta muraria ancor oggi visibile.

### Volterra

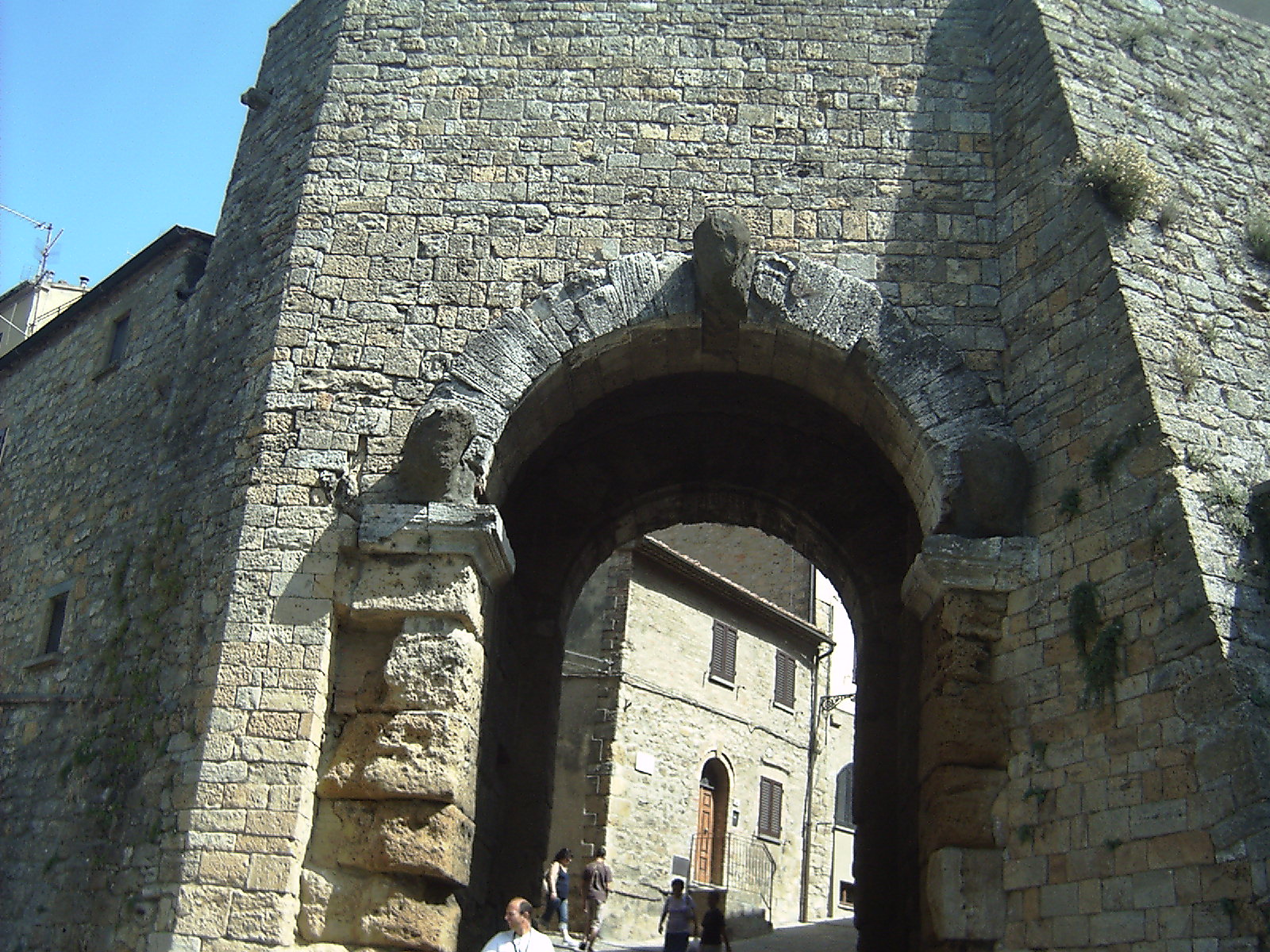
La Porta all'Arco

Il primo nome etrusco di Volterra, edificata su una vasta terrazza a oltre 550 metri sul mare a dominare le valli della Cecina e dell'Era, è stato Velathri. L'abitato andò diffondendosi su ripiani, che scendono fino a 458 metri sul mare, e si fortificò fino ad assumere la funzione di perno di tutta l'Etruria settentrionale. Essa riuscì, nel momento di maggior splendore, a controllare gli scali marittimi sulla costa fra le attuali Cecina e Livorno, oltre che i guadi del corso medio dell'Arno.
Sui colli della Badia e della Guerruccia si trovano le necropoli villanoviane, che dimostrano l'antichità della città. La vita ebbe una continuità indisturbata, lasciando sopravvivere tradizioni diverse. Le stesse pareti a strapiombo delle balze, che costituiscono una delle maggiori attrazioni del paesaggio volterrano, potrebbero essere l'orlo di un pianoro dove preesistevano altre necropoli.
La potente cintura difensiva della città, lunga più di sette chilometri, non comprendeva anche l'acropoli, la quale ne aveva un'altra di 1,8 chilometri. Due fra le porte etrusche sono ancora oggi in ottimo stato di conservazione; fra esse, la più nota è la Porta all'Arco. Essa conserva tre teste in pietra molto consumate dal tempo, che probabilmente effigiavano persone illustri o divinità.
La fortuna di Volterra fu il rafforzamento di un'oligarchia agraria, che sfruttava le vaste terre coltivabili sulle colline che la circondavano: ciò avvenne a partire dal VI secolo a.C. e salvò la città dalla crisi che fece decadere i centri sulla costa. Volterra, anzi, riuscì a rafforzare il suo porto a Vada. Questo suo interesse marittimo è documentato anche dalla serie delle sue emissioni monetarie, che hanno come simbolo il delfino, da un punto di vista assurdo per una città situata tra le colline a una certa distanza dal mare.

### Vulci

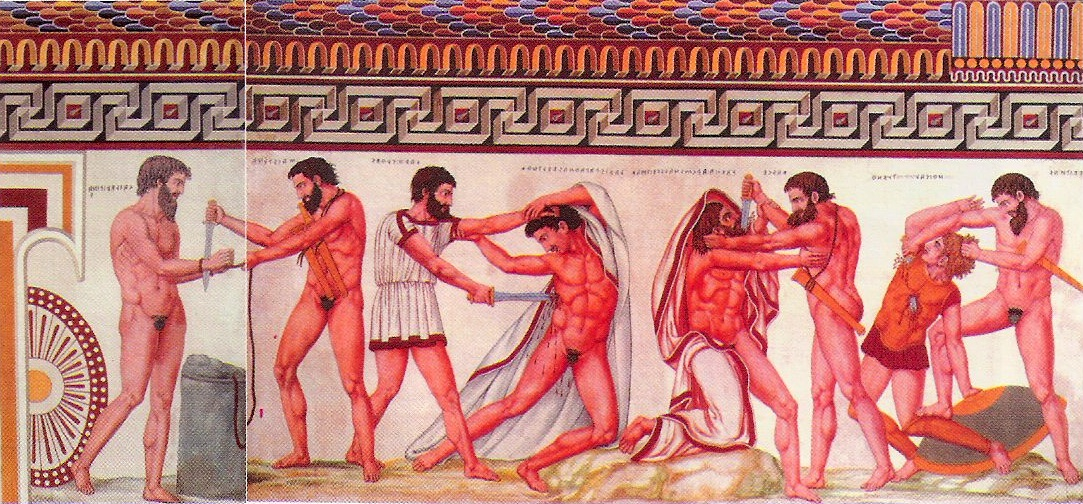
Affresco dalla Tomba François di Vulci raffigurante Celio Vibenna liberato da Mastarna, poi re di Roma col nome di Servio Tullio

Vulci (in etrusco Velch) era situata sulla riva destra del fiume Fiora, a circa cento chilometri da Roma, venti a nord-ovest di Tarquinia e dodici dal mare. I suoi artigiani ne fecero un centro importante e ricco fin dal IX secolo a.C.; essa proseguì la sua affermazione anche nel campo della ceramica e della lavorazione della pietra fino al IV secolo a.C. Il suo contributo al commercio con i mercanti greci nell'importazione di ceramiche corinzie, ioniche e attiche fu molto importante; anche per queste ragioni si trovò più volte a guidare la Lega delle città etrusche contro Roma.
L'abitato sorgeva su un pianoro di tufo, che ancora oggi resta parzialmente inesplorato. Le necropoli di Cavalupo, di Ponterotto, di Polledrara e di Osteria sono databili dall'VIII secolo a.C. fino all'epoca imperiale romana. La maggior parte delle sepolture, anche le più ricche, sono quelle fra la fine del VII secolo a.C. e la metà del V secolo a.C. Fra la necropoli di Cavalupo e quella di Ponte Rotto, non lontano da un antico insediamento villanoviano, nel 1857 fu scoperta la Tomba François, così chiamata dal nome dell'archeologo che ne eseguì il rilevamento. È una tomba a "T" molto complessa architettonicamente, con un'eccezionale decorazione pittorica.

## Dodecapoli etrusche coloniali
Nel VI secolo a.C. gli Etruschi decisero di espandersi nel Nord e nel Sud Italia, più precisamente in Emilia e in Campania, costituendo due regioni di stampo coloniale oggi note come Etruria padana e Etruria campana. Per ognuna di queste aree coloniali si può parlare di dodecapoli ma, come per l'Etruria tirrenica, anche in questo caso non si ha la certezza di quali città rientrassero a far parte delle due formazioni.

### Dodecapoli padana
Per l'Etruria padana si parla certamente di Felsina (Bologna), Spina e Kainua (presso l'attuale comune di Marzabotto), mentre si possono solo supporre città quali Ravenna, Cesena, Rimini, Modena, Parma, Piacenza, Mantova e forse Milano.

#### Kainua

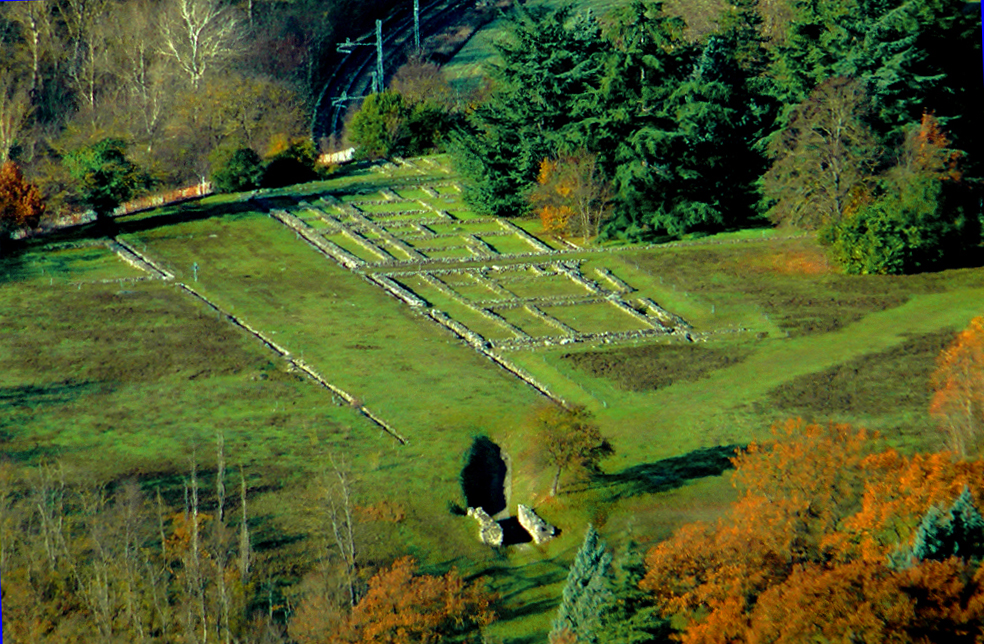
Le fondazioni di Kainua viste dall'alto

I resti della città etrusca di Kainua (nota fino a qualche tempo fa con il nome Misa) si trovano nel comune di Marzabotto, in provincia di Bologna. Si ritiene che fosse una città commerciale sulla via di transito tra l'Etruria tirrenica e la pianura padana. Nella sua fase più tarda la città venne occupata dai celti e successivamente passò sotto il dominio di Roma.
Le rovine sono costituite per lo più dalle fondamenta degli edifici dell'antica città etrusca, con l'impianto urbanistico dotato di strade ad intersezione retta, il cui cardo e le tre principali traverse hanno una larghezza di 15 metri. Nelle fondazioni degli edifici sono leggibili le ripartizioni delle stanze, di cui si può notare una suddivisione in due principali aree: l'area più vicina alla strada adibita a bottega artigianale, mentre l'area più interna adibita ad abitazione vera e propria.
Oltre all'acropoli costruita su una doppia terrazza sono presenti due necropoli: la necropoli est (relativamente vicina alla riva del fiume Reno) e la necropoli nord. Esse, in entrambi i casi, sono divise in due nuclei di tombe, facendo presupporre l'esistenza di una strada passante nel mezzo. Tre sono i tipi di tombe presenti: tombe a cassone, a pozzetto e a fossa.
Nonostante il sito sia conosciuto dal 1551, è ancora attiva sede di scavi archeologici.

#### Spina

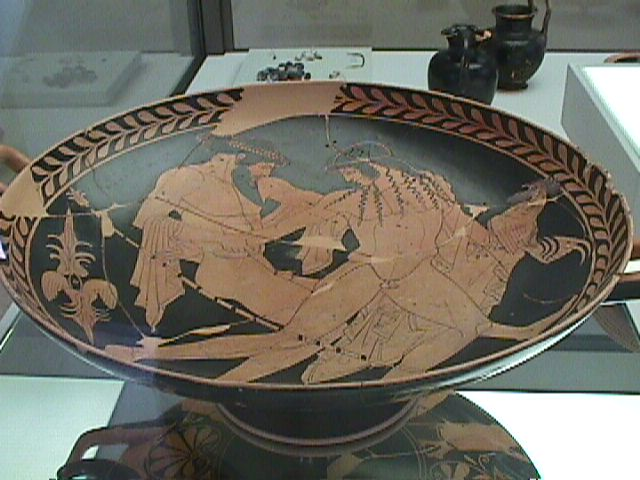
Una kylix attica a figure rosse da Spina: Zeus rapisce Ganimede, attribuita al Pittore di Pentesilea

Spina fu un'importante città portuale etrusca affacciata sul mare Adriatico, presso il delta del fiume Po. Fu una delle città più importanti dell'Etruria padana, assieme a Felsina (Bologna) e Kainua, e venne scoperta in seguito alle opere di prosciugamento delle valli di Comacchio.
L'antica città fiorì a partire dal 540 a.C. in qualità di emporio cardine tra mondo etrusco e mondo greco, grazie ai collegamenti marittimi che provenivano dall'Ellade. Tra i prodotti, che venivano scambiati con le ceramiche attiche (ne sono stati trovati numerosi esemplari di fattura ateniese in ottimo stato di conservazione), c'erano cereali, vino e altri prodotti agricoli, oltre alle carni di maiale salate (i "prosciutti" emiliano-romagnoli, testimoniati ampiamente sin dall'epoca etrusca).
Nella necropoli sono state trovate più di 4.000 tombe, alle quali vanno aggiunti gli scavi di una parte dell'abitato. All'interno delle tombe sono stati trovati numerosi corredi funerari con manufatti dal gusto sfarzoso, testimoni della prosperità dell'insediamento. L'abitato, invece, aveva un'edilizia più spartana, in legno e paglia. Spina fu uno dei pochi insediamenti etruschi del nord a superare l'invasione celtica del IV secolo a.C., restando attiva fino al II secolo a.C., quando venne abbandonata. I reperti di Spina si trovano esposti al Museo archeologico nazionale di Ferrara e al Museo del Delta Antico di Comacchio, che espone anche l'intero carico di una nave commerciale romana.

### Dodecapoli campana
Per l'Etruria campana le città più probabili sono: Nocera, Capua, Nola e Acerra, mentre sono ipotizzabili Suessula, Ercolano, Pompei, Sorrento e Pontecagnano Faiano.